# Métro léger du Grand Jakarta
Le métro de capacité intermédiaire du Grand Jakarta, en indonésien Lintas Rel Terpadu Jabodebek ou LRT Jabodebek, est un réseau de métro de capacité intermédiaire en cours de construction qui doit desservir la banlieue de Jakarta, capitale de l'Indonésie. Le réseau comprend six lignes ayant une longueur totale 81,6 km. Il est construit en deux phases. La première phase, qui porte sur 43,1 km réparties sur 3 lignes et desservant 16 stations, doit entrer en service vers 2021. Le matériel roulant est composé de rames de 6 voitures circulant en viaduc sur voie normale et alimentées par troisième rail.
Il faut distinguer ce réseau du métro léger de Jakarta que réalise le gouvernement de la capitale. Les deux réseaux ont le même écartement standard de 1 435 mm.
L'acronyme Jabodebek est formé sur les noms de Jakarta et des villes satellites de Bogor, Depok et Bekasi.

## Historique

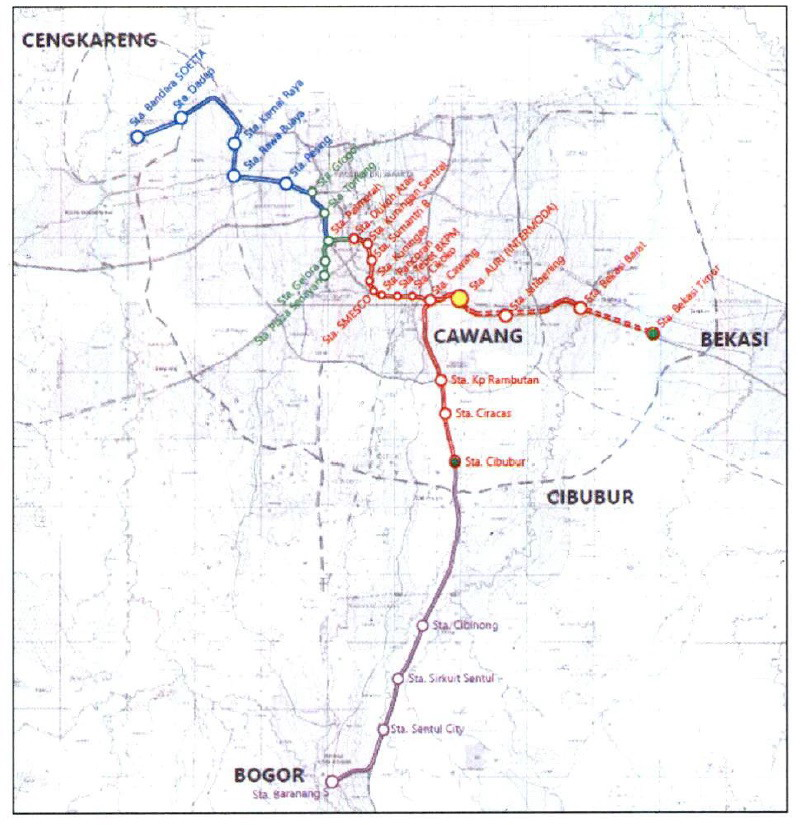
Le réseau du LRT Jabodebek prévu en 2015

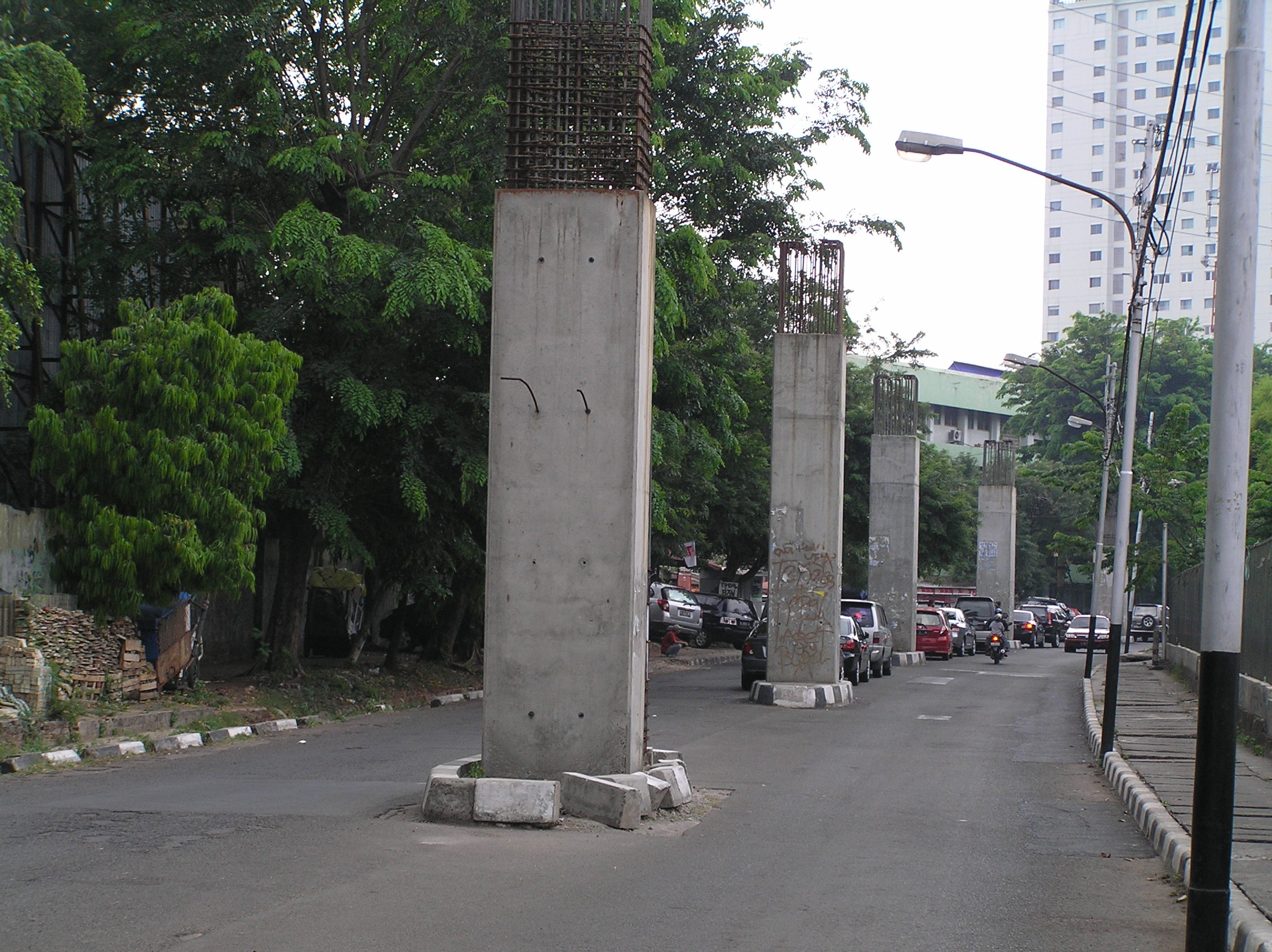
Piles du projet abandonné du monorail de Jakarta sur la Jalan H. R. Rasuna Said

Le projet a comme origine l'abandon de celui du monorail de Jakarta.
Le 2 septembre 2015, le président Joko Widodo signe le Peraturan Presiden « (règlement présidentiel ») no. 98 portant « accélération de la réalisation de transports ferroviaires légers dans les territoires de Jakarta, Bogor, Depok et Bekasi ». L'entreprise de construction d'État Adhi Karya est désignée pour la réalisation du projet, incluant les voies, les stations et les installations d'exploitation.

## Réseau

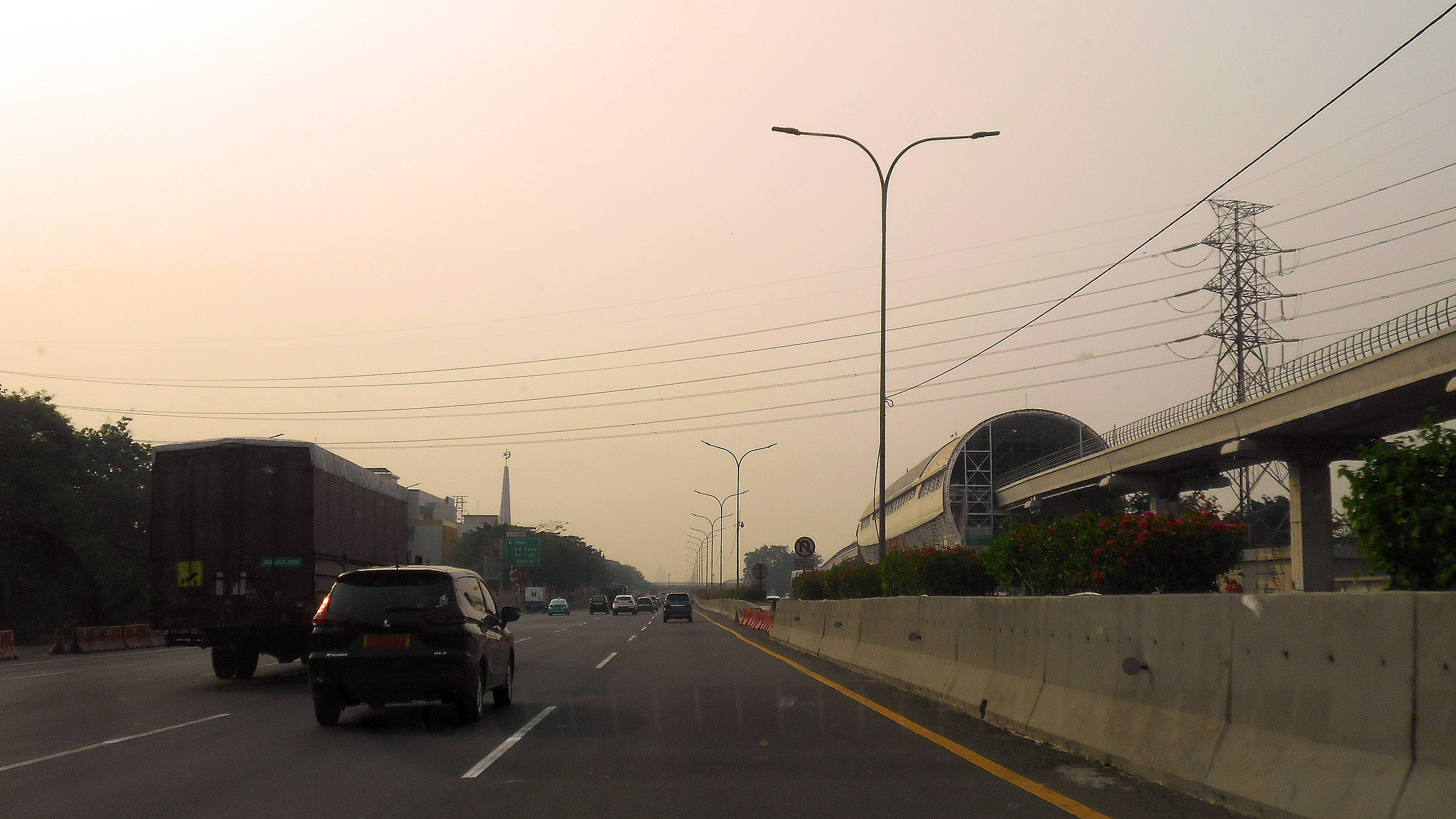
Une station de la ligne 1 (Cawang-Cibubur)

Le réseau final, d'une longueur totale de 83 km sera constitué des 6 lignes suivantes :

### Phase 1
- Ligne 1 : Cawang-Cibubur, 14,3 km, 5 stations
- Ligne 2 : Cawang-Dukuh Atas, 10,5 km, 6 stations
- Ligne 3 : Cawang-Bekasi Est, 18,5 km, 5 stations

### Phase 2
- Ligne 4 : Dukuh Atas-Senayan, 5,7 km, 3 stations
- Ligne 5 : Cibubur-Tanah Baru, 25 km
- Ligne 6 : Palmerah-Grogol, 5,7 km, 2 stations

La construction est assurée par un consortium dirigé par l'entreprise de construction d'État Adhi Karya.

## Exploitation
À la suite du retrait du gouvernement du projet, celui-ci a été confié à un concessionnaire (la compagnie nationale de chemins de fer Kereta Api Indonesia KAI)  pour une durée de 50 ans en garantissant des subventions durant 12 ans. Celle-ci a réussi à lever auprès d'un pool de banques fin 2017 un emprunt de 1,35 milliard de dollars américains pour financer le coût de la construction du réseau.